# Johnson River (Cook Inlet)
Der Johnson River ist ein 28 Kilometer langer Zufluss des Cook Inlets in der Aleutenkette im Südwesten des US-Bundesstaats Alaska.

## Geographie

### Verlauf
Der Fluss wird vom Johnson-Gletscher an der Nordostflanke des Mount Iliamna auf einer Höhe von etwa 300 m gespeist. Der Johnson River fließt in ostsüdöstlicher Richtung zum Meer. Der Fluss mündet schließlich an der Westküste des Cook Inlet in eine kleine Lagune.

### Nebenflüsse
Von rechts fließt dem Johnson River das Schmelzwasser des Double-Gletschers sowie des Lateral-Gletschers zu. 